# USS Iwo Jima (LPH-2)
USS Iwo Jima (LPH-2), prvi desantno-jurišni brod istoimene klase i drugi brod koji nosi to ime.

## Povijest

### Operativna uporaba

#### Prva krstarenja i Kubanska kriza
Nakon uvodne obuke posade, ostatak 1961. proveo je uz obalu Kalifornije izvodeći desantne vježbe. U travnju 1962. pridružio se Joint Tas Force 8 u području otočja Johnston i Havaji zbog serije nuklearnih testiranja gdje je evakuirao nekoliko otoka i sudjelovao u različitim testiranjima. Iz tog akvatorija za Pearl Harbor se uputio 26. srpnja nakon čega je nastavio prema Sand Diegu u koji je stigao 10. kolovoza 1962.
U rujnu sudjelovao je u masovnim desantnim vježbama u Kaliforniji, poslije čega je 17. listopada iz San Diega krenuo na svoje prvo putovanje u zapadni Pacifik. Kako se 19. listopada rasplamsala kriza oko balističkih projektila na Kubi, Iwo Jima se vratila u San Diego, u razdoblju od 22. do 27. listopada ukrcala marince i uputile za Karibe. Kao dio američkih mobilnih snaga, do prosinca je krstarila u statusu pripravnosti.

#### Zapadni Pacifik
30. kolovoza 1963. uputio se na ranije odgođeno putovanje zapadnim Pacifikom. Pridružio se Sedmoj Floti i plovio od Havaja do Filipina i Tajvana. 31. listopada 1963. napustio je filipinske vode kako bi izvodio specijalne operacije uz obalu Južnog Vijetnama štiteći američke državljane tijekom razdoblja sve intenzivnijih sukoba. 12. studenog iste godine vratio se u Subic Bay. Sljedećih nekoliko mjeseci plovio je s ukrcanim marincima koji su izvodili rigorozne vježbe desantnih napada na obalama Tajvana i Okinawe.
Nakon iskrcaja municije u Sasebu, Japan, 13. travnja 1964. ponvno se zaputio u San Diego u koji je stigao 28. travnja. Poslije vežjbe s marincima duž kalifornijske obale, poslan je na remont u brodogradilište Long Beach. Radovi su dovršeni do 7. prosinca 1964. kada se Iwo Jima uputio za Havaje na dodatne vježbe. 13. ožujka 1965. isplovio je za San Diego u koji je stigao šest dana kasnije.

#### Vijetnamski rat
U svoje hangare i na palubu ukrcao je tone zaliha, helikoptere kopnene vojske i cisterne. S gotovo tisuću vojnika uputio se 12. travnja 1965. na svoje putovanje prema zapadu. 17. travnja došao je do Pearl Harbora gdje je iskrcao 50 marinaca i njihovu opremu nakon čega je nastavio prema St. Jacquesu u Vijetnamu. Od tu nastavio je prema Subic Bayu na Filipinima gdje je ukrcao vojnike i njihovu opremu zbog desanta kod Chu Laia. Tu se zadržao mjesec dana štiteći marince i inženjeriju koji su uspotavljali letjelište na pješčanoj obali. Osim helikopterske podrške na kopnu, Iwo Jima je korištena i kao centar za higijenske potrebe te opskrbu hranom i poštom. Nadlgedao je i iskrcavanje brodova na plaži cijeli mjesec, nakon čega je 7. lipnja 1965. iskrcao diviziju ljudstva i helikoptera kod Hue-Phu Baia, 48 kilometara sjeverno od Da Nanga.
Nakon nekoliko dana odmora u Subic Bayu, usmjeren je prema Sasebo, odnosno Buckner Bayu na Okinawi gdje je ukrcao marince i prateću opremu. To je obavljeno do 26. lipnja kada je zajedno s USS Talladegom i USS Point Defianceom isplovio za Quinohn u Južnom Vijetnamu. Navedeni su označavani kao "Task Group 76.5", dio Sedme Flote koji je prevozio mornaričke desantne specijalce. 
Iwo Jima remained off Quinohn for defensive support until 20 July 1965, then steamed for Pratas Reef about 240 miles southwest of Taiwan. Arriving the morning of the 22d her helicopters were immediately pressed into service to aid the salvage of destroyer Frank Knox (DD-742). The close approach of typhoon "Gilda" pounded the grounded destroyer so badly that it was impossible for small boats to get alongside her. Extra men were heli-lifted off the destroyer while surf rose 12 feet high to break completely over the stern of Frank Knox. Support given by Iwo Jima included such items as hot food, clothes, water, pumps, hose, gasoline, air compressors, welding machines, damage control equipment and technicians. Feed water was heli-lifted in special tanks constructed by destroyer tender Prairie (AD-15) who had faint hope of keeping the destroyer's boiler alive. Detached from this duty 1 August 1965, Iwo Jima made a brief call at Hong Kong, then proceeded to the Philippines.

#### Od rata do povlačenja
17. travnja 1970. Iwo Jima je plovio kao zapovjedni brod TaskForce 130 koja je čekala "slijetanje" Apolla 13 u ocean nakon misije koja je gotovo završila tragično.

## Galerija
- Helikopteri UH-34D s Iwo Jime tijekom operacije "Deckhouse V" u Vijetnamu